# Zora Jesenská
Zora Jesenská (3. května 1909 Martin – 21. prosince 1972 Bratislava) byla slovenská spisovatelka, překladatelka, redaktorka, literární kritička. Byla neteří Janka Jesenského.

## Životopis

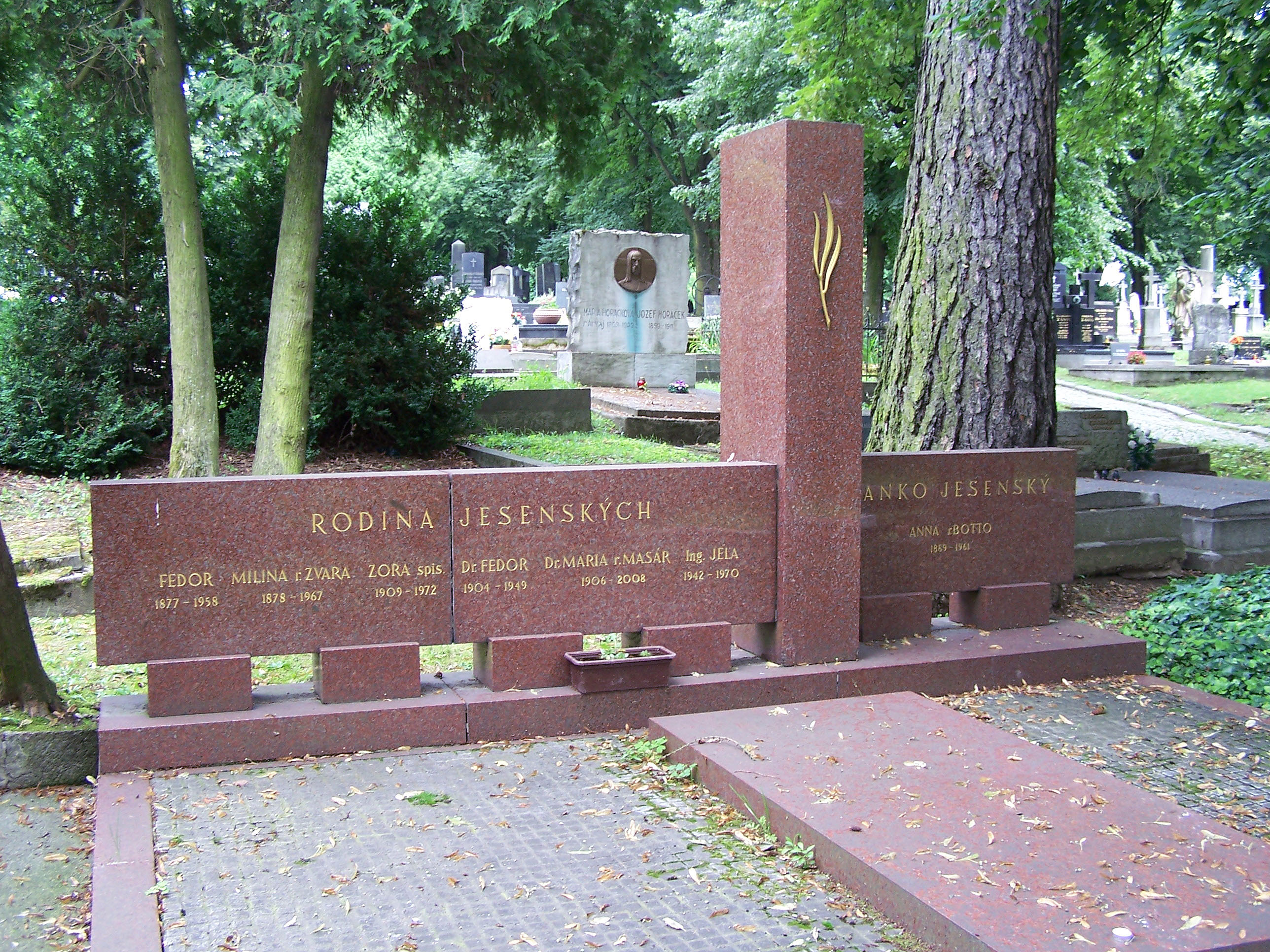
Hrob na Národním hřbitově v Martině

Pocházela z národně uvědomělé rodiny. Vzdělání získávala v Martině, později na Hudební a dramatické akademii v Bratislavě. Od roku 1935 pracovala v Martině jako učitelka klavíru, současně pracovala v ženském spolku Živena, byla také redaktorkou časopisu Živena a pracovnicí Matice slovenské. V letech 1949–1950 vedla semináře v Bratislavě, v letech 1952–1956 byla redaktorkou, později se věnovala profesionálně překládání. Publikovala pod pseudonymem Neznámá čtenářka a E. Letričková. Aktivně se účastnila mezinárodních spisovatelských a novinářských akcích. V roce 1968 se výrazně angažovala, což způsobilo, že byla mezi prvními pronásledovanými intelektuály. Zemřela v Bratislavě, ale pohřbena je na Národním hřbitově v Martině. Jejím manželem byl Ján Rozner.

## Tvorba
Zabývala se především teorií a kritikou překladu. Vynikla v uměleckém překladu ruské (Anton Pavlovič Čechov, Michail Šolochov, Fjodor Michajlovič Dostojevskij), francouzské, anglické (William Shakespeare), bulharské a německé literatury. Za své překlady ze slovanských jazyků získala Cenu Janka Jesenského a později národní cenu za překlad děl Válka a mír a Tichý Don.

## Ocenění
- V roce 2017 byla oceněna in memoriam prezidentem Slovenské republiky Andrejem Kiskou Řádem Ľudovíta Štúra I. třídy.[1]

## Dílo (výběr)
- Bola som v Sovietskom sväze (1949)
- Tvárou k budúcnosti (Cesta po SSSR, 1951)
- Cesta do Moskvy (1952)
- Zvýšiť majstrovstvo prekladu umeleckej literatúry (1956)
- 1963 – Vyznania a šarvátky, knižní vydání článků a úvah[2]